# Arsenal (Automarke)
Arsenal war eine Automarke aus Ungarn.

## Markengeschichte
Frigyes Bank war ein Mechaniker in Soltvadkert. 1980 begann er mit Hilfe von József Dávid mit der Entwicklung eines Automobils. Als es fertig war, wurde es Arsenal genannt. Bank erhielt ein paar Aufträge, um weitere Fahrzeuge herzustellen. Mitte der 1990er Jahre endete die Produktion, da er die Schwierigkeiten mit den Zulassungsbehörden leid war. Bis dahin waren entweder sieben oder zehn Fahrzeuge entstanden.
Ein Unternehmer aus Budapest übernahm die Pläne und Werkzeuge. Er beabsichtigte eine Neuauflage unter dem Namen Imperial, obwohl Daimler-Benz im Besitz dieser Markenrechte war. Später wurde in einer Anzeige der Name Noel verwendet. Es ist zweifelhaft, ob er überhaupt ein Fahrzeug hergestellt hat.

## Fahrzeuge
Das einzige Modell Roadster war ein zweisitziger Roadster im Stil der 1930er Jahre. Die Basis bildete ein Lada von AwtoWAS. Die meisten Fahrzeuge hatten den Standard-Vierzylindermotor mit 1200 cm³ Hubraum, der 120 km/h Höchstgeschwindigkeit ermöglichte. Für ein Fahrzeug ist ein 1600-cm³-Motor mit 130 PS Leistung und 200 km/h Höchstgeschwindigkeit überliefert.
Auffallend ist die geteilte Frontscheibe bei den ersten Wagen; spätere erhielten eine einteilige Windschutzscheibe. Das Fahrzeug ist 358 cm lang und wiegt etwa 720 kg. Das Reserverad befindet sich auf dem Kofferraumdeckel.